# MCB Tower
MCB Tower – wieżowiec w Karaczi, w Pakistanie, o wysokości 116 m. Budynek został otwarty w 2005 i liczy 29 kondygnacji.